# Ctenochira picta
Ctenochira picta är en stekelart som beskrevs av Henry Keith Townes, Jr. 1949. Ctenochira picta ingår i släktet Ctenochira och familjen brokparasitsteklar. Inga underarter finns listade i Catalogue of Life.